# Soave
Soave (Soàve in veneto) è un comune italiano di 7 147 abitanti della provincia di Verona in Veneto, Bandiera arancione del Touring Club Italiano.
È noto per il castello Scaligero e il tipico vino che porta il suo nome.

## Geografia fisica

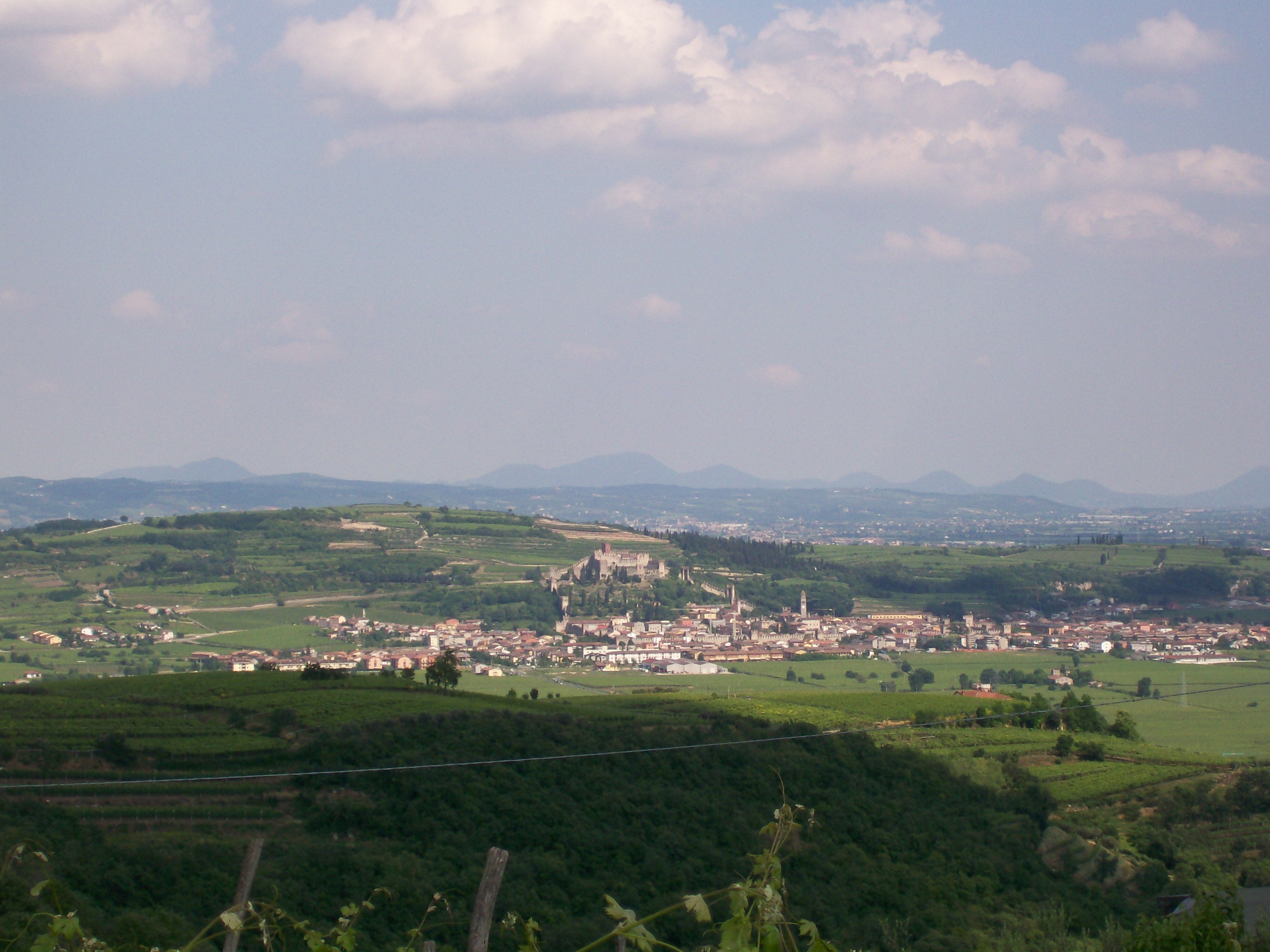
Panorama di Soave

Soave dista circa 20 chilometri (in linea d'aria) da Verona. Rispetto al capoluogo è in posizione est.
È facilmente raggiungibile prendendo l'autostrada A4 (uscita Soave-San Bonifacio), mentre la stazione ferroviaria più vicina è quella di San Bonifacio.
Il territorio comunale ha un'altitudine che varia dai 25 metri della Bassa agli oltre 400 dell'area collinare vinicola ai piedi dei Monti Lessini, mentre il capoluogo comunale sorge a 40 m s.l.m.
Si trova allo sbocco della Val Tramigna e poco distante dalla Val d'Alpone.
Dalle sue colline si possono osservare i profili dei Monti Berici e dei Colli Euganei.
Come giurisdizione ecclesiastica il Comune di Soave comprende le parrocchie di Soave, Castelcerino, Fittà, Castelletto e Costeggiola.

## Origini del nome
La derivazione del toponimo del paese è oscura: alcuni sostengono che derivi dai Suaves (citati da Paolo Diacono nella celebre Historia Langobardorum) ovvero gli Svevi (nell'italiano medievale sono scritti come Soavi), popolazione che, con le invasioni barbariche, si stanziò nell'Italia settentrionale e che venne sottomessa dai Longobardi. Una bolla di Papa Eugenio III (1145) chiama il paese Suavium ovvero terra dei Soavi (a sua volta leggibile come terra degli Svevi).

## Storia

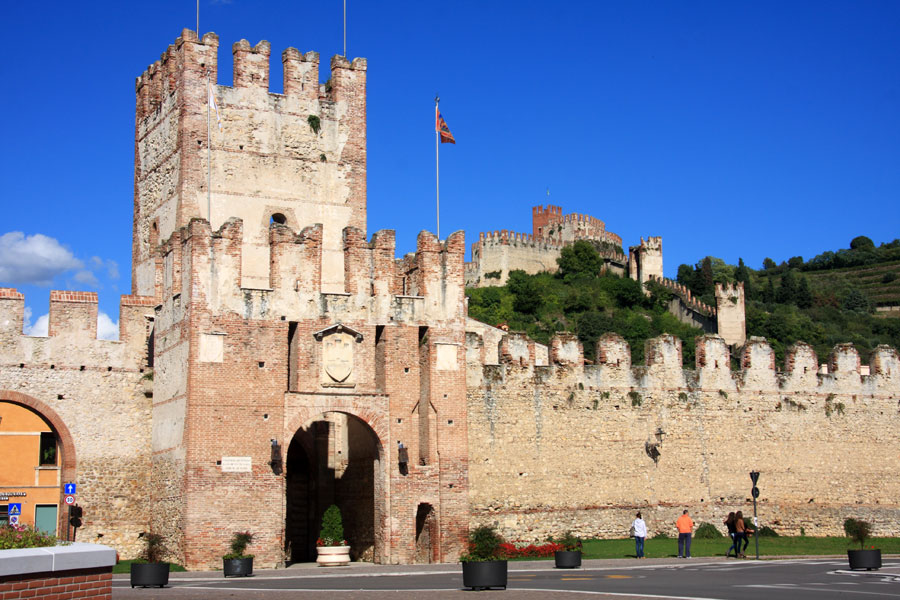
Le mura della città con Porta Verona

Per l'epoca romana abbiamo, come testimonianza, i sepolcreti della frazione Castelletto, quello di contrada Cernìga, quello nei pressi della chiesetta della Bassanella ed altri. Inoltre alcune lapidi vennero studiate dal Mommsen. Probabilmente, vista la vicinanza, Soave era un pagus importante nei pressi della Via Postumia. Nel 932, un diacono, tale Dagilberto, fa testamento e dispone in eredità beni posti in Soave. Documento più importante è quello che attesta per la prima volta l'esistenza del castello (934), in un secolo dove gli Ungari penetrano nell'Europa Occidentale. In realtà è probabile che il castello sorga su un antico fortilizio romano.
Nel 1029 abbiamo la Pieve di San Lorenzo segnalata tra le 48 Vicarie Foranee della Diocesi di Verona. Tutt'oggi è rimasta solo la muratura perimetrale della chiesa trasformata in abitazioni ubicata nel Borgo San Lorenzo, sulla vecchia strada per Villanova.
Con il trattato di Campoformio (1797) cadeva la Serenissima e iniziava la dominazione austriaca che, nel 1805, ritornò francese; Soave divenne centro del Distretto della Tramigna comprendente anche Caldiero, Colognola ai Colli e Illasi.
Nel 1809 ci furono scontri tra austriaci e francesi in un'area tra Cazzano di Tramigna e Soave. Con il Congresso di Vienna (1815), il Veneto passò nel Regno Lombardo Veneto fino a quando, nel 1866, anche Soave entrò a far parte del Regno d'Italia.

### Simboli
Lo stemma del Comune di Soave è stato concesso con decreto firmato dal Capo del Governo il 1º febbraio 1931.

## Monumenti e luoghi d'interesse

### Architetture religiose
- Santuario di Santa Maria della Bassanella - XI secolo
- Duomo di San Lorenzo - XIII secolo
- Chiesa di San Giorgio - XIII secolo. Situata in Borgo Covergnino (sulla strada per Monteforte d'Alpone si vedono le indicazioni), quasi sicuramente diede il nome al borgo in quanto Covergnino non è altro che la deformazione linguistica di conventino (ovvero piccolo convento, quello che esisteva a fianco della chiesa). Venne edificata nel Duecento per volontà dei Francescani. In facciata c'è un bassorilievo con san Giorgio a cavallo che uccide il drago. Lo stile semplice con cui venne costruita la chiesa è confermato dal rozzo campanile. Gli affreschi interni son andati irrimediabilmente perduti in quanto distrutti al tempo della peste del 1630; restano alcune tracce che si possono attribuire al Giolfino (tra fine Quattrocento e metà Cinquecento). Dal centro del soffitto della chiesa pende la coda di un animale preistorico.
- Chiesa di Santa Maria dei Domenicani (o Santa Maria di Monte Santo) - XV secolo. Il tempio che sorge a pochi passi da piazza Antenna, sulla strada che porta al castello, venne edificato nel 1443 inizialmente in stile romanico. Fu riedificata nello stesso secolo per consiglio e sotto la direzione di fra' Giocondo, soavese d'origine secondo la tradizione e autore della loggia che porta il suo nome in piazza dei Signori a Verona. L'interno è ad unica navata con cappelle dedicate a santa Lucia e sant'Apollonia, sante presenti anche in altri cicli pittorici della Val Tramigna. Attualmente la chiesa è usata per mostre e manifestazioni mentre l'attiguo convento ospita la biblioteca civica di Soave.
- Chiesa di Sant'Antonio - XVII secolo. In via San Matteo, venne fatta costruire nel 1677 da Matteo Cusani, di nobile famiglia che aveva ricchi possedimenti a Soave e in altre località della provincia veronese. L'interno presenta un altare, in stile barocco, e pregevoli quadri della Via Crucis.
- Chiesa di San Rocco - XV secolo. Usciti da porta Aquila, sulla strada che va a Castelcerino, venne eretta nel XV secolo sull'area di un antico cimitero romano. Nel XIX secolo, l'architetto Gottardi (quello che lavorò anche sulla chiesa parrocchiale soavese) fece voltare la facciata da ovest ad est. Qui si trovava la pala di San Rocco del Morone, portata nella parrocchiale per paura che potesse venire rubata. Attualmente la chiesa viene usata in occasione di mostre e concerti, è di proprietà del Comune soavese ed è stata da poco restaurata.

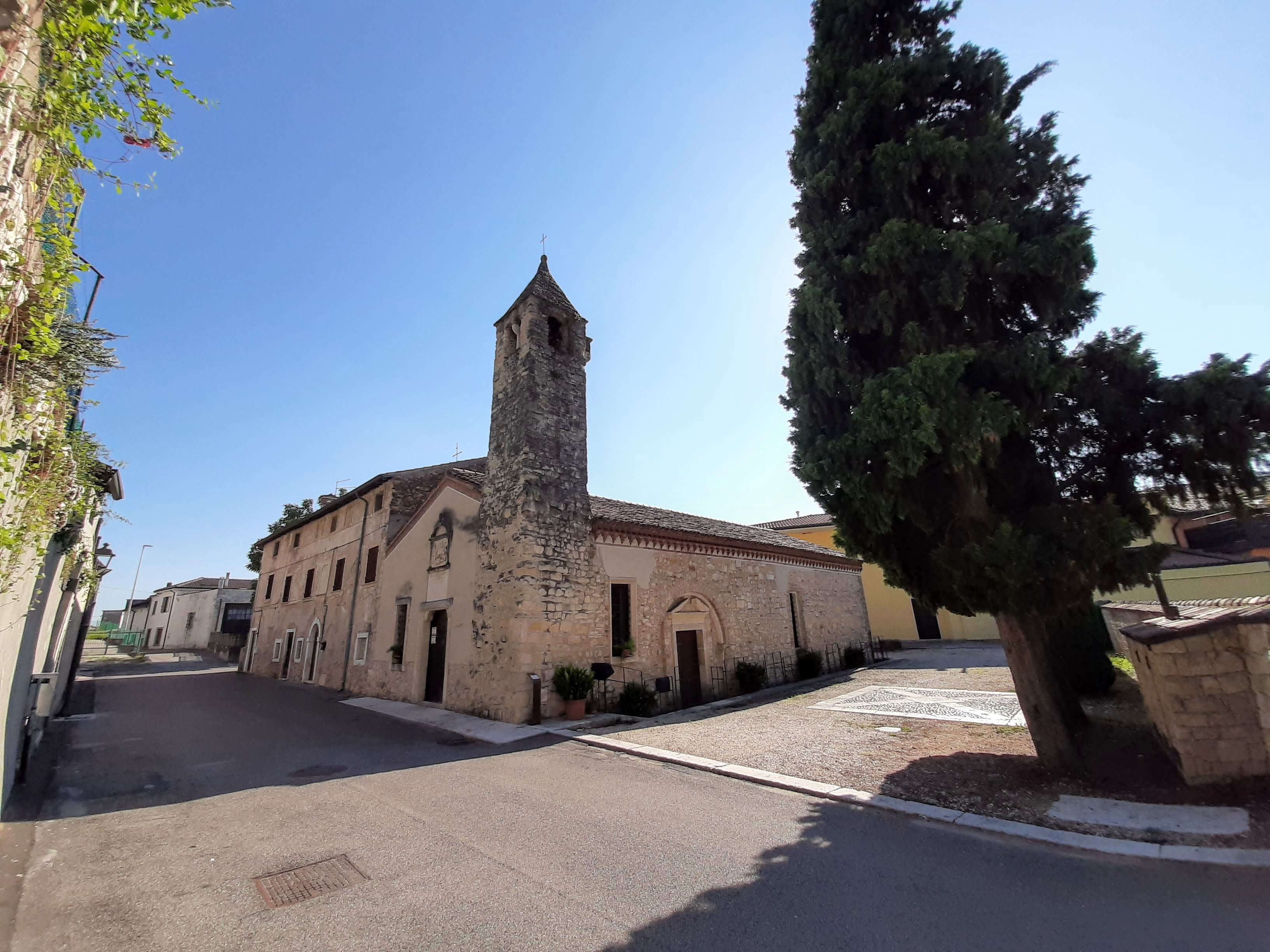
Chiesa di San Giorgio.
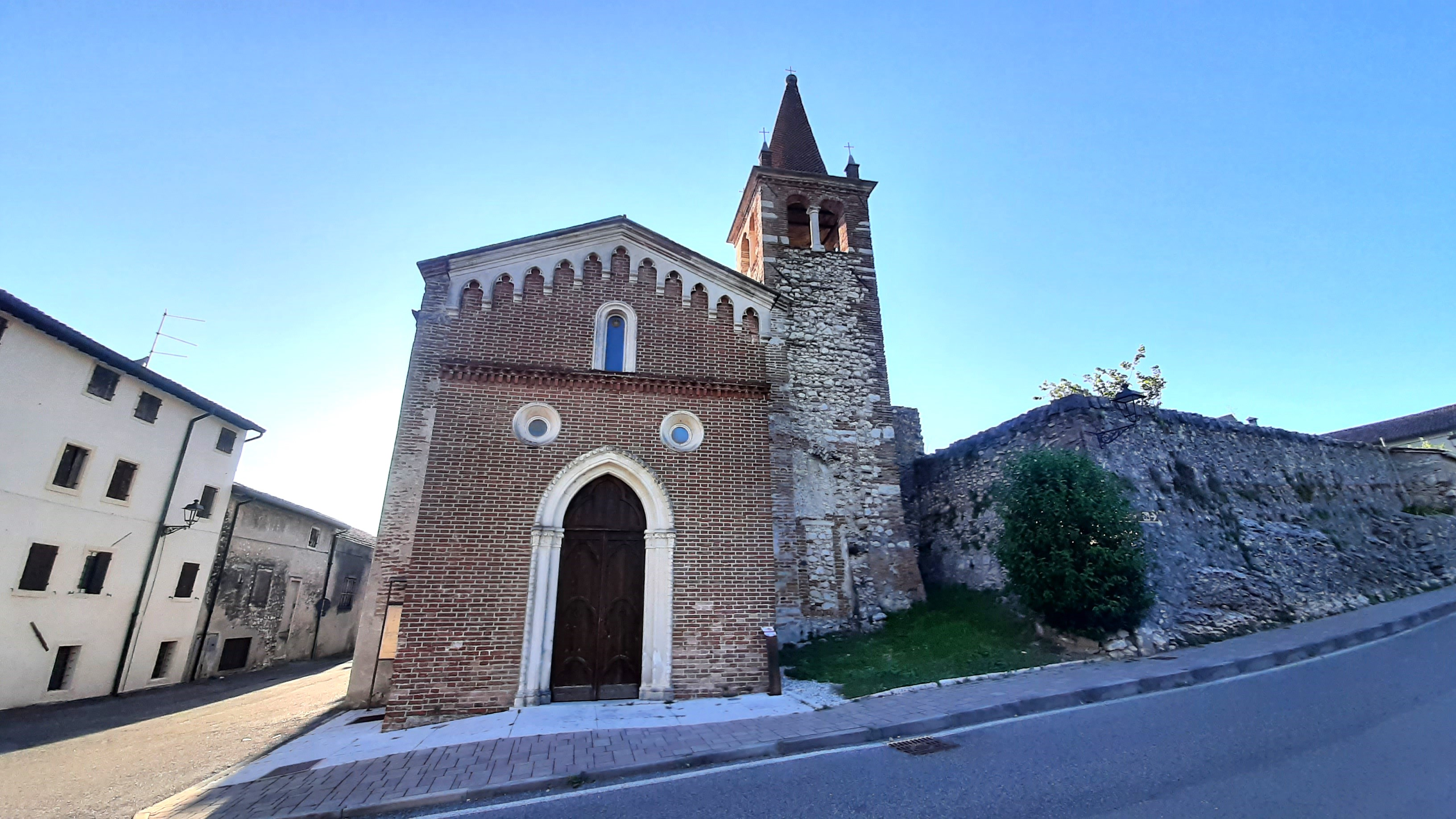
Chiesa di San Rocco.

### Architetture civili
- Palazzo Sambonifacio - XIII secolo
- Palazzo di Giustizia - XIV secolo. Sorge in piazza Antenna, in pieno centro del paese. Edificato nel 1375 per volere di Cansignorio della Scala che vi insediò come rettore, governatore e giudice Pietro della famiglia Montagna (come si legge da un'iscrizione in versi sotto il poggiolo). Alla sua costruzione contribuirono i ventidue paesi sottoposti al Capitaniato soavese (tra i quali Soave, Colognola ai Colli, San Bonifacio, Monteforte d'Alpone e Bolca), elencati in una lapide (la più grande tra quelle scaligere) in facciata. È un edificio con loggia a quattro arcate; nel mezzo della facciata c'è un poggiolo sovrastato da una statua della Vergine col Bambino sulle ginocchia. Oggi il palazzo ospita un'enoteca al piano terra e ai piani superiori la sezione staccata del tribunale di Verona, con i vari uffici e la grande storica aula d'udienza.
- Palazzo Scaligero - XIV secolo. Costruito per volontà di Cansignorio della Scala nei pressi di Porta Aquila, era l'antica residenza dei Pretori e Governatori di Soave; successivamente, in epoca veneziana, divenne residenza dei Capitani della Serenissima. Il vicino giardino, molto suggestivo, venne donato dalla famiglia Zanella al Comune di Soave. Restaurato nel XX secolo, l'edificio ospita attualmente la sede municipale.
- Palazzo Cavalli - XV secolo. Edificio che sorge a lato di piazza Antenna, venne costruito nel 1411 per volontà di Nicolò Cavalli, capitano di Soave, in stile gotico – veneziano. La facciata era un tempo decorata da affreschi quattrocenteschi a soggetto mitologico attribuiti a Giovanni Maria Falconetto da Verona. Oggi il palazzo è proprietà della famiglia Pomini.
- Palazzo Moscardo - XVII secolo.

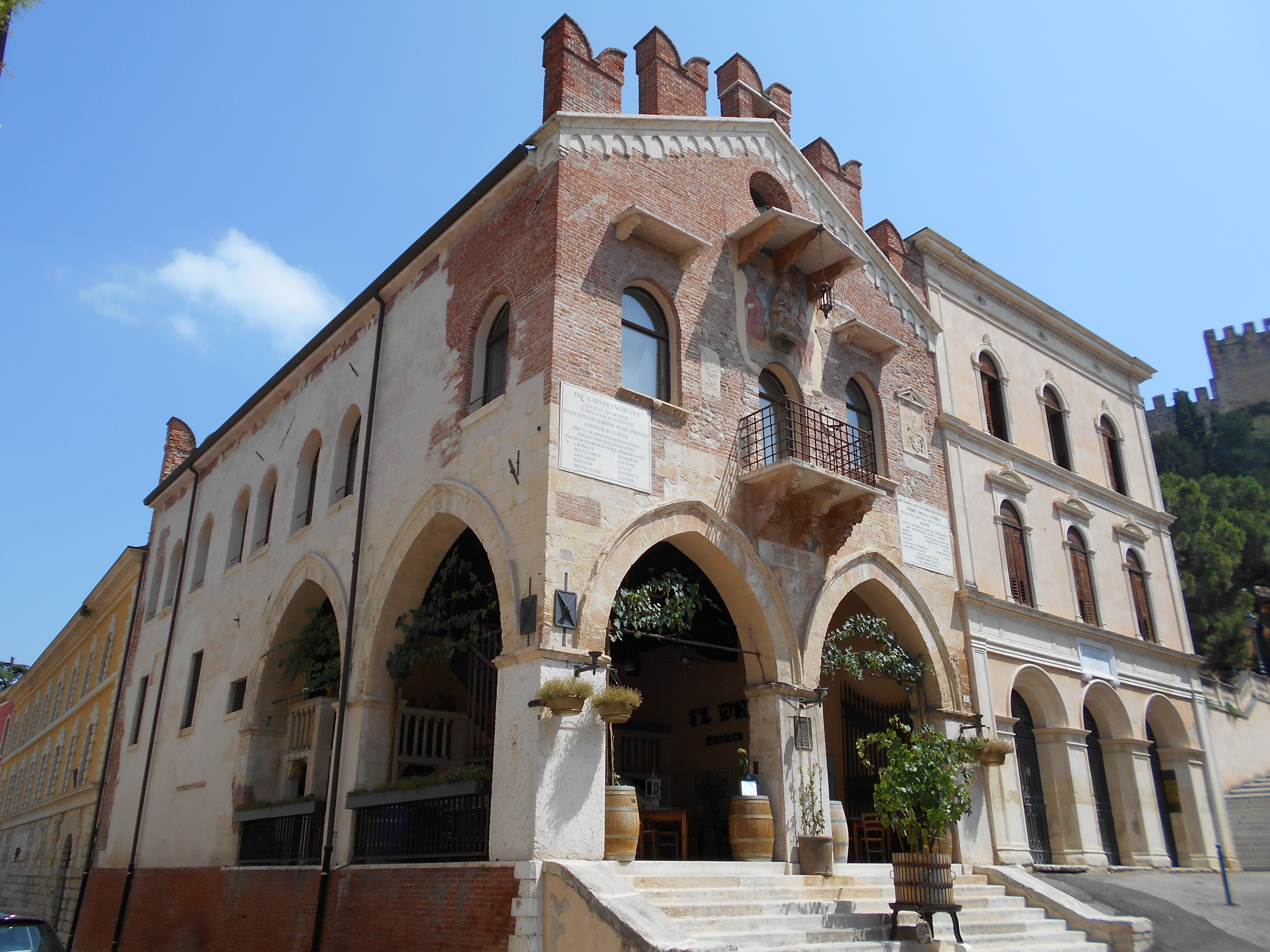
Palazzo di Giustizia
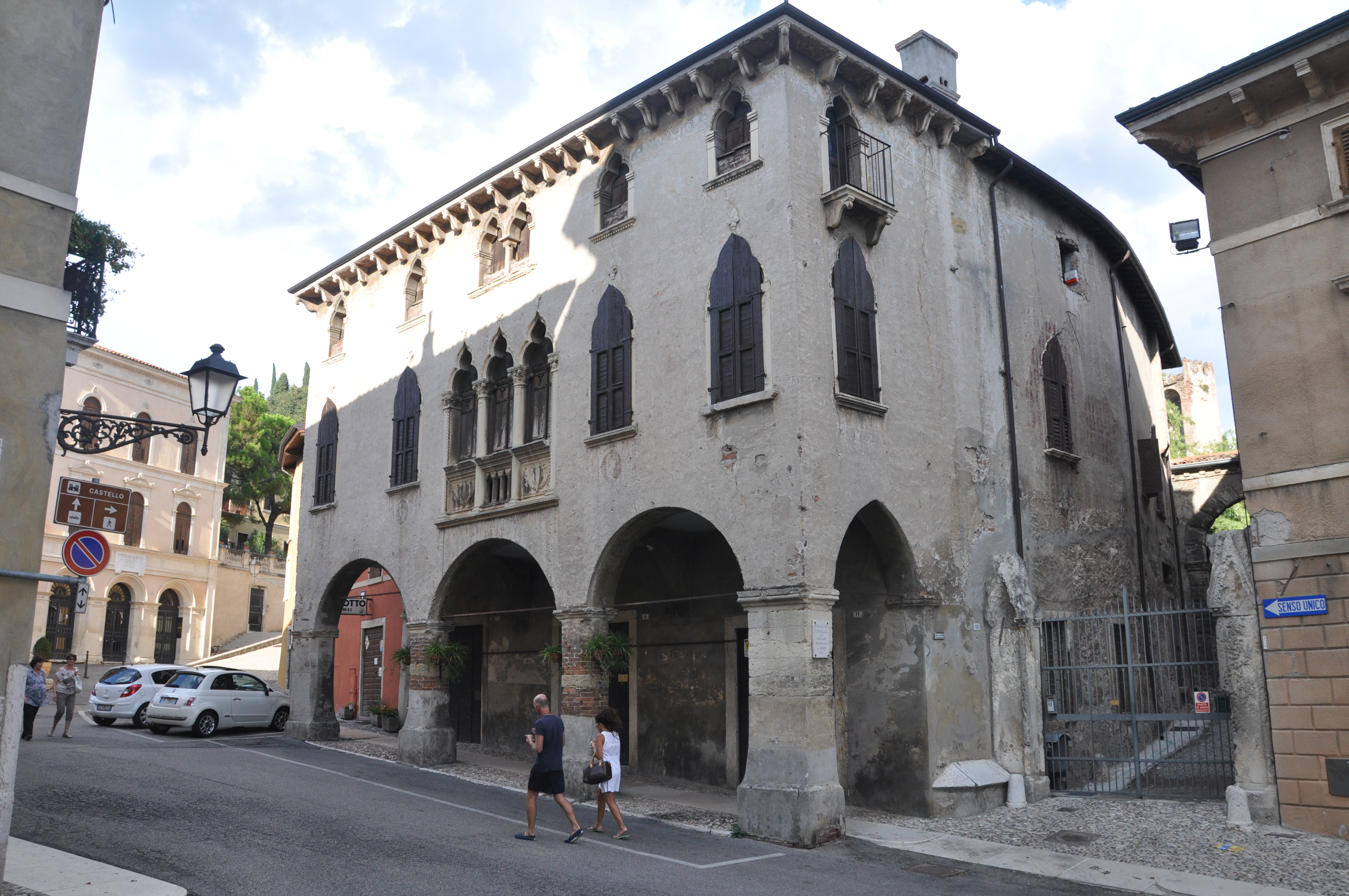
Palazzo Cavalli

### Architetture militari

#### Le mura
Vennero costruite nel 1369 per volontà di Cansignorio della Scala e raccolgono al loro interno il nucleo storico di Soave. Anticamente solo tre porte si aprivano nella cinta: Porta Aquila (ora Porta Bassano) a nord, Porta Vicentina ad est e Porta Verona a sud (recentemente restaurata). Per due lati (ovest e sud) le mura sono accompagnate dal fossato naturale formato dal Tramigna.

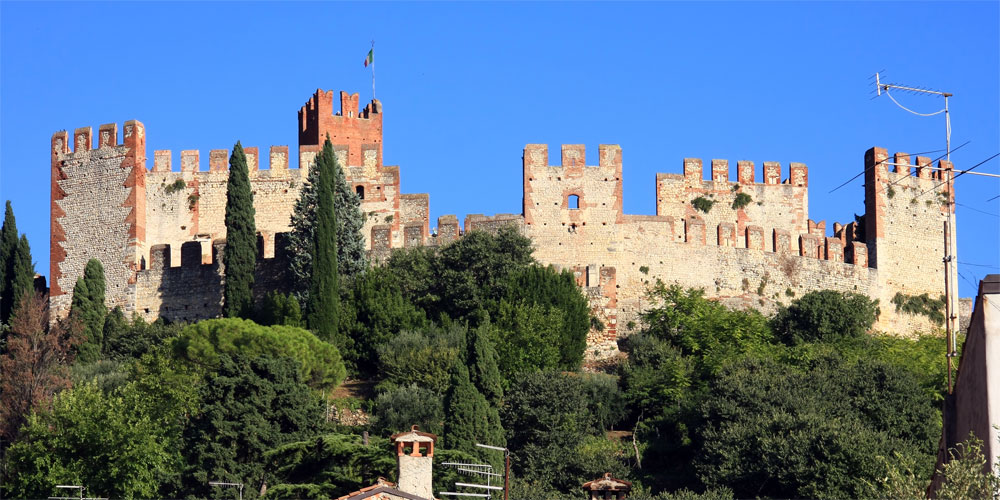
Il Castello Scaligero
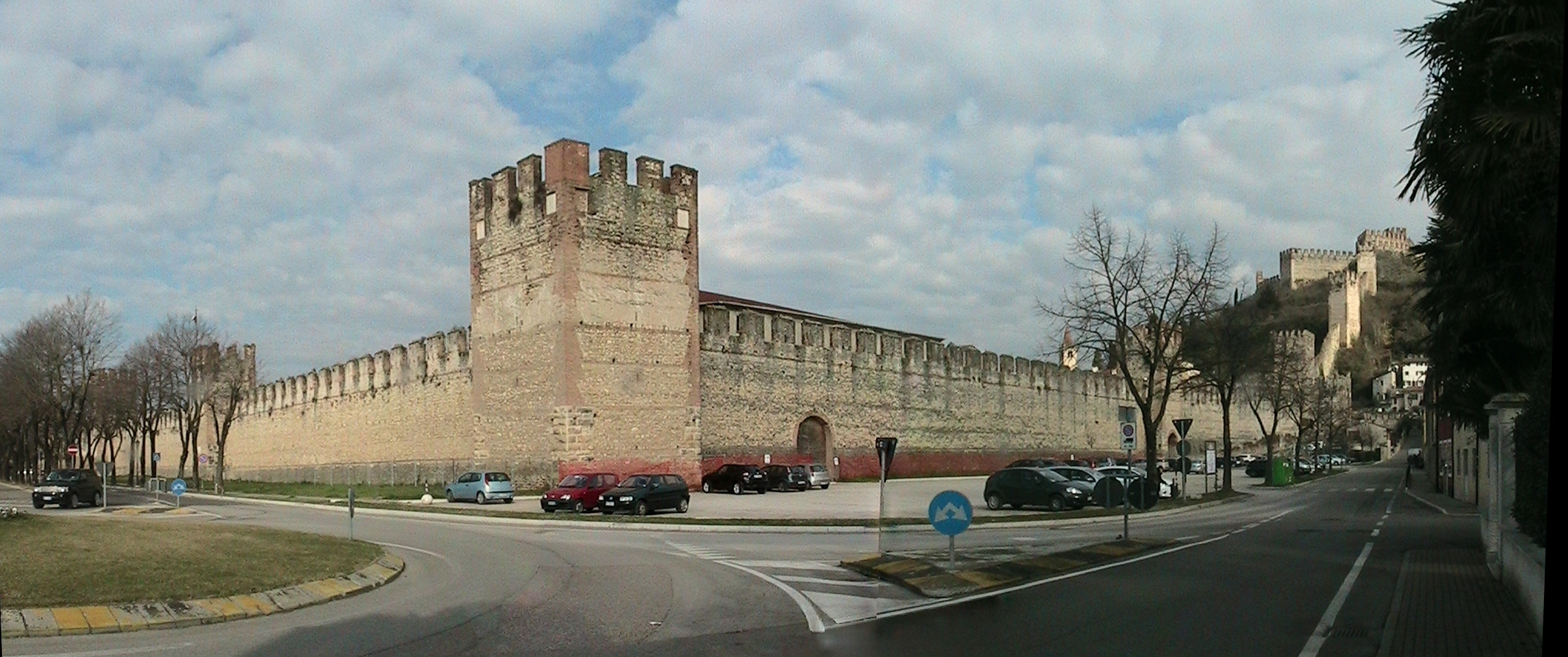
La cinta muraria e castello

## Economia

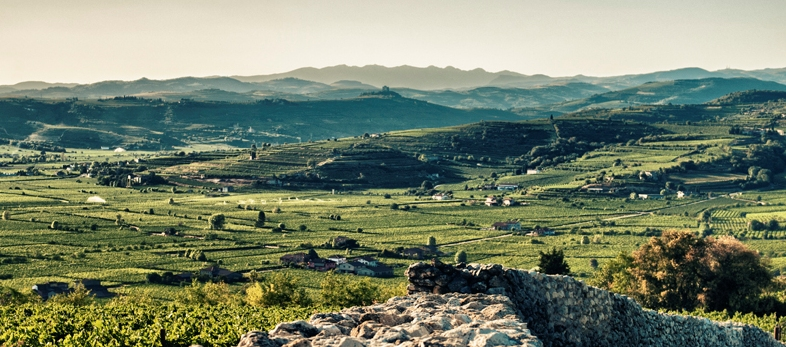
Veduta dei vigneti

Il comune fa parte dell'associazione città del vino (ha temporaneamente sospeso l'adesione).
Fa parte della zona di produzione dei vini Soave DOC e Arcole DOC.

## Cultura

### Eventi
- CameraSoave - Rassegna di Collezionismo e Cultura Fotografica[9]

Mostra-Scambio di Antiquariato e Modernariato Fotografico che si svolge la seconda domenica di marzo.
- Soave Guitar Festival[10]

Rassegna Nazionale della Chitarra Elettrica ed Acustica da Collezione che si svolge a fine aprile, in memoria di Marcel Dadi
- Festa medioevale del vino bianco Soave

Giochi medievali e rassegna dei mestieri antichi e la caratteristica cerimonia d'investitura delle "Castellane di Suavia". Terza domenica di maggio.
- Soave Versus[11]

Manifestazione culturale vestita da gioco, per renderla accessibile a tutti, con contenuti specifici sul Vino: la sua storia, la degustazione, l'abbinamento gastronomico, la socializzazione.
- La festa dell'uva

Dal 1929, è la più antica in Veneto, la terza domenica di settembre. Alla festa sono associate numerose attività di contorno.
- Sagra di S. Maria Maddalena

Terza settimana di luglio a Castelcerino. Venerdì serata giovani con musica dal vivo mentre Sabato, Domenica e Lunedì ballo liscio. Tutte le serate saranno accompagnate da un'ottima cucina con piatti tipici.
- BaccoVolley[12]

Secondo fine settimana di luglio presso gli impianti sportivi. Torneo di pallavolo che coinvolge 70 squadre provenienti da tutto il nord Italia
Il Chocolando in tour. Una festa in cui vengono alcuni produttori artigiani di cioccolato.
Lo scambio culturale on la Germania e Francia per i ragazzi di 3ª media.
- L'amore di Silvia

Dall'anno 2000 al primo fine settimana di giugno (sabato per gli adulti e domenica per i giovani) si tiene la Rassegna poetica dedicata all'amore, nei giardini del Parco Zanella, tempo permettendo.

## Sport
La società Basket Est Veronese (ex Soave Basket) milita nel campionato regionale di Promozione (pallacanestro maschile).
La principale squadra di calcio della città è l'A.S.D. Borgo Scaligero Soave che milita nel girone C di Seconda Categoria.

## Geografia antropica

### Frazioni

#### Castelletto
Sorge a circa 3,5 km dal capoluogo comunale. Probabilmente prende il nome da un piccolo castello dell'Alto Medioevo.
In epoca romana Castelletto fu forse un “pagus”; è stata ritrovata una vasta necropoli in cui sono stati rinvenuti molti oggetti funerari. Questa necropoli occupava l'area del cosiddetto “Cumuletto”, area su cui sorgono la vecchia chiesa parrocchiale di San Girolamo e quella nuova (XX secolo) dedicata al Sacro Cuore di Maria.

#### Castelcerino

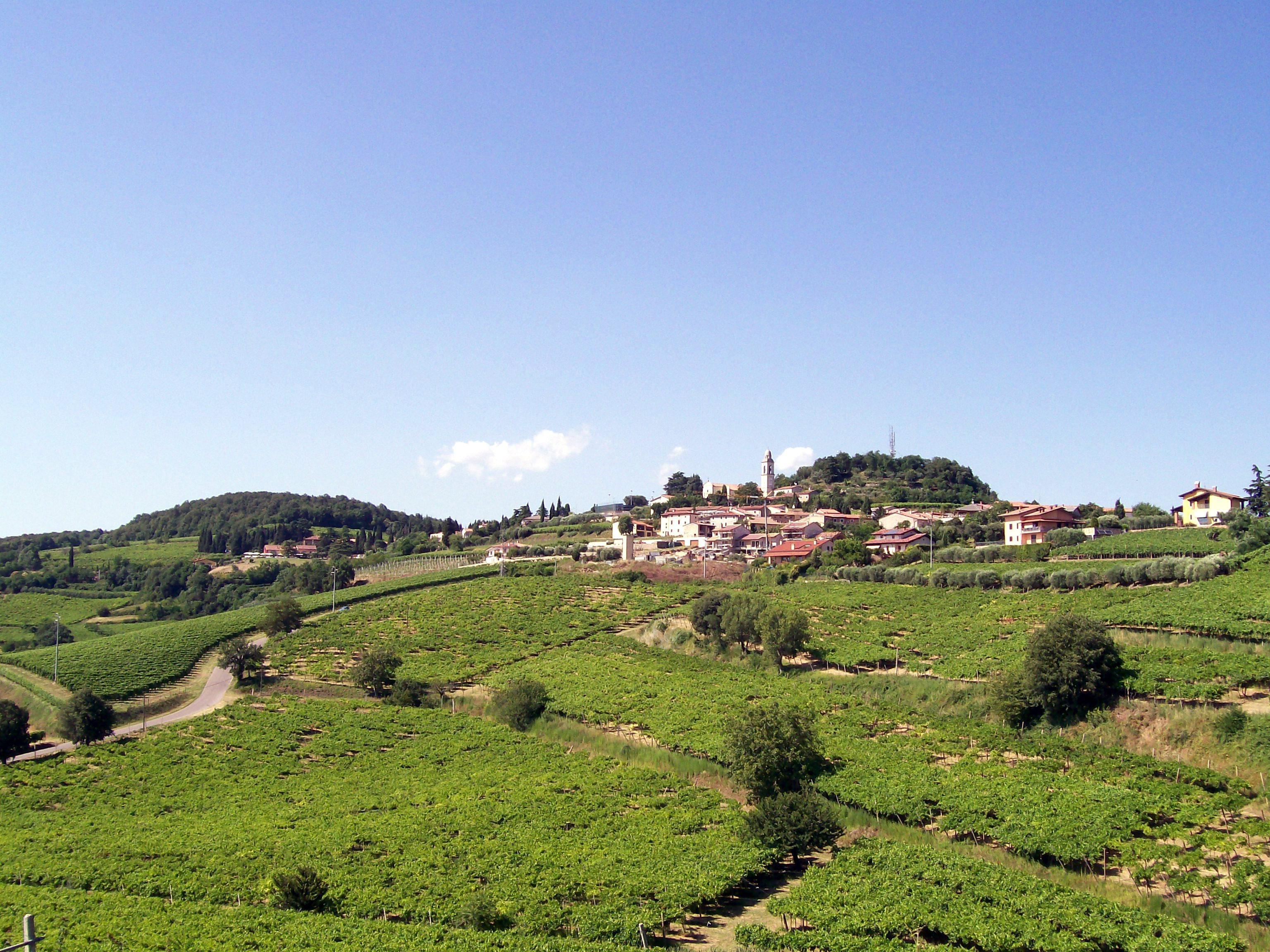
Panorama su Castelcerino

Raggiungibile sia da Costeggiola che da Soave (grazie alla strada provinciale per Montecchia di Crosara), Castelcerino domina sia la vallata del Tramigna che quella dell'Alpone.

#### Fittà
Provenendo da Soave sulla provinciale per Montecchia di Crosara, ad un chilometro circa dal centro di Castelcerino, s'incontra, a destra, il bivio per Fittà (coordinate N45°27'13' ' E11°15'9' '), frazione di Soave dalla quale si gode una superba vista della Val d'Alpone (il paese è nel crinale del monte di questa valle) e della Pianura Padana.
Nel piccolo centro sorge la chiesa parrocchiale dedicata a San Vincenzo Ferrer.

## Infrastrutture e trasporti
Posta lungo la strada regionale 11 e servita da un'uscita dedicata dell'autostrada A4, Soave ospitava fra il 1881 e il 1957 una stazione della tranvia Verona-Caldiero-San Bonifacio, che rappresentò in quel periodo un'infrastruttura fondamentale per l'economia della zona. La tranvia fu sostituita nel 1959 da una filovia, soppressa nel 1981.

## Amministrazione
| Periodo       | Periodo       | Primo cittadino     | Partito                                                             | Carica                  | Note                            |
| ------------- | ------------- | ------------------- | ------------------------------------------------------------------- | ----------------------- | ------------------------------- |
| giugno 1985   | luglio 1990   | Bruno Gilioli       | Democrazia Cristiana                                                | Sindaco                 | [ 13 ]                          |
| luglio 1990   | luglio 1992   | Daniele Tessari     | Democrazia Cristiana                                                | Sindaco                 | Dimissioni del consiglio        |
| luglio 1992   | febbraio 1993 | Piergiuseppe Canero |                                                                     | Commissario prefettizio | [ 15 ] [ 16 ]                   |
| febbraio 1993 | luglio 1993   | Achille Ottaviani   | Liga Veneta - Lega Nord                                             | Sindaco                 | Mozione di sfiducia costruttiva |
| luglio 1993   | novembre 1997 | Barbara Marchetti   | Liga Veneta - Lega Nord                                             | Sindaco                 | [ 18 ]                          |
| novembre 1997 | maggio 2002   | Giorgio Magrinelli  | Lista civica                                                        | Sindaco                 | [ 19 ]                          |
| maggio 2002   | maggio 2007   | Giorgio Magrinelli  | Lista civica                                                        | Sindaco                 | [ 20 ]                          |
| maggio 2007   | maggio 2012   | Lino Gambaretto     | Lista civica "Soave Domani"                                         | Sindaco                 | [ 21 ]                          |
| maggio 2012   | giugno 2017   | Lino Gambaretto     | Lista civica "Soave Domani"                                         | Sindaco                 | [ 22 ]                          |
| giugno 2017   | giugno 2022   | Gaetano Tebaldi     | Verona Domani dal 2021, eletto con lista civica "Insieme per Soave" | Sindaco                 |                                 |
| giugno 2022   | In carica     | Matteo Pressi       | Lega, eletto con lista civica "Cambiamo Soave"                      | Sindaco                 |                                 |

### Gemellaggi
- Claye-Souilly, dal 1999[senza fonte]
- Kelheim [senza fonte]

Il comune fa parte del movimento patto dei sindaci 

## Società

### Evoluzione demografica
Abitanti censiti